# Analytisch marxisme
Het analytisch marxisme is een stroming binnen de sociale wetenschappen die in de jaren 80 opgang deed. Onder invloed van het rationele keuze-denken in de economische theorie, probeerden Jon Elster, John Roemer, Robert Jan van der Veen, Philippe Van Parijs, Gerald Allen Cohen en Erik Olin Wright het marxisme te stoelen op de methodologische principes van rationele keuzetheorie en methodologisch individualisme. Zij verwierpen expliciet de dialectiek en andere aspecten van het marxisme van Hegel afkomstig, en noemden daarom hun versie van het marxisme "Non-Bullshit Marxism".

## Oorsprong en theorie
Het analytisch marxisme vond zijn oorsprong in de Septembergroep, een jaarlijks in september gehouden vergadering van politicologen, filosofen en dergelijke om kwesties in hun vakgebied te bespreken. Behalve bovengenoemde auteurs behoorden ook tot deze groep Samuel Bowles, Robert Brenner, Adam Przeworski en andere bekende economische denkers. Niet al deze leden steunden overigens het analytisch marxisme.
De grondslagen voor de theorie werden gelegd door Gerald Allen Cohens baanbrekende boek Karl Marx' Theory of History: A Defence, een werk waarin het historisch materialisme van Marx wordt verwoord in de terminologie en methodologie van de analytische filosofie. De bedoeling was om hiermee een coherente, twintigste-eeuwse formulering van het marxisme te verkrijgen, die duidelijke voorspellende uitspraken zou kunnen doen en zo ook weerlegbaar zou zijn.
Hierbij sloot John Roemer zich aan, door de marxistische concepten van klasse en exploitatie te beschrijven op analytische grondslag, waarbij hij uitgaand van methodologisch individualisme wilde aantonen hoe klassen zich vormen en hoe de klassenstrijd een rationeel resultaat is van de interactie tussen de tot klassen verenigde individuen. Roemer brak hierbij expliciet met de arbeidswaardetheorie van Marx, door in tegenstelling tot Marx de exploitatie te lokaliseren in de handel. Het product van dit onderzoek was zijn General Theory of Exploitation and Class (1982).
Later voegden Jon Elster en Adam Przeworski zich hier nog aan toe, door respectievelijk een methodologisch individualistische Marx te willen beschrijven (Making Sense of Marx, 1985) en op basis van rationele keuzetheorie aan te willen tonen dat het niet in het belang is van arbeiders om revolutie te plegen, omdat de onzekere voordelen van een post-revolutionaire maatschappij niet opwegen tegen de zekere voordelen van een reformistische strategie (Capitalism and Social Democracy, 1986).

## Afloop
Naarmate het onderzoeksprogramma van analytisch marxisme vorderde, begonnen de onderzoekers zich steeds meer van het marxisme überhaupt af te keren. Al in 1990 verklaart Gerald Allen Cohen dat het marxisme alleen nog zin heeft als "normatieve politieke filosofie", en de overzichtscollectie van Tom Mayer, Analytical Marxism (1994) presenteert het als een grotendeels beëindigd project.
Vermoedelijk vanwege de sterke associatie met analytische filosofie heeft de invloed van het analytisch marxisme zich beperkt tot de Angelsaksische wereld. Zo is Poppers methodologie wel vergeleken met die van het analytisch marxisme.

## Kritiek
Het analytisch marxisme is sterk bekritiseerd door tegenstanders uit met name de meer 'traditionele' marxistische hoek. De verenigbaarheid van marxisme met methodologisch individualisme is een zeer controversieel punt gebleken, en de visie van de analytisch marxisten op Marx' historische en filosofische denken is bekritiseerd als reductionistisch en apolitiek. Ook neemt het analytisch marxisme veel aspecten van de 'orthodoxe' economie over, die juist door de marxistische traditie bekritiseerd worden. Roberto Veneziani onderscheidde in zijn kritiek het analytisch marxisme en het 'rationele keuze-marxisme' zorgvuldig, maar bekritiseerde beide vanwege het methodologisch individualisme en de tekortkomingen van rationele keuzetheorie, en vanwege het onvermogen om endogene wensen en structuurvorming op te nemen. Niettemin verwerpt hij het niet totaal.
David Gordon, een aanhanger van de Oostenrijkse school, schreef een kritiek op de analytisch marxisten vanuit deze economische theorie.